# Robert C. Brooks
Robert Clarkson Brooks (* 7. Februar 1874 in Piqua, Ohio; † 1941) war ein US-amerikanischer Wirtschafts-Politikwissenschaftler, der 1939/40 als Präsident der American Political Science Association (APSA) amtierte. Zu diesem Zeitpunkt war er Professor am Swarthmore College.
Brooks besuchte Schulen in Cambridge City, Indiana, machte sein Bachelor-Examen 1896 an der Indiana University und wurde 1903 an der Cornell University zum Ph.D. promoviert. Es folgten Tätigkeiten als wissenschaftlicher Assistent an den deutschen Universitäten in Halle und Berlin sowie an der Cornell University. Von 1904 bis 1908 lehrte er als Professor für Wirtschaftswissenschaften am Swarthmore College und von 1908 bis 1912 an der University of Cincinnati. Dann kehrte er als Joseph Wharton Professor für Politikwissenschaft an das Swarthmore College zurück, wo er bis zu seiner Pensionierung blieb.
1934 erhielt er von der Universität Bern die Ehrendoktorwürde verliehen, überreicht durch den schweizerischen Gesandten Marc Peter.

## Schriften (Auswahl)
- Political parties and electoral problems. Harper & Brothers, New York/London 1923.
- Government and politics of Switzerland. World Book Company, Yonkers-on-Hudson 1918.
- Corruption in American politics and life. Arno Press, New York 1910.
- The sewage farms of Berlin. Ginn & Company, Boston 1905.